# Milton Dacosta
Milton Rodrigues da Costa, mais conhecido como Milton Dacosta, (Niterói, 19 de outubro de 1915 — Rio de Janeiro, 4 de setembro de 1988) foi um pintor, desenhista, gravador e ilustrador brasileiro. Foi casado durante 37 anos com a pintora Maria Leontina e é pai do também artista plástico Alexandre Dacosta.
Inicialmente Dacosta pintou composições figurativas e paisagens. Em 1941, começou a fazer figuras humanas geometrizadas, tendo como referência o Cubismo.  Em 1946, vai para Lisboa, e conhece Almada Negreiros (1893—1970) e António Pedro (1909—1966). Após visita a vários países da Europa, fixa-se em Paris, onde estuda na Académie de la Grande Chaumière. Conhece Pablo Picasso (1881—1973), por intermédio de Cícero Dias (1907—2003), e freqüenta os ateliês de Georges Braque (1882—1963) e Georges Rouault (1871—1958). Expõe no Salon d'Automne e regressa ao Brasil em 1947. Em 1949, casa-se com a pintora Maria Leontina da Costa (1917—1984) e passa a residir em São Paulo. Na década de 1950 aderiu ao Abstracionismo Geométrico, e sua pintura é marcada por influências concretas e neo-concretas.
Em 1931, ao lado de Bustamante Sá, Ado Malagoli, João José Rescála, José Pancetti,  Joaquim Tenreiro entre outros, participou da fundação do Núcleo Bernardelli, coordenado por Edson Motta.